# الحوزة العلمية في أصفهان

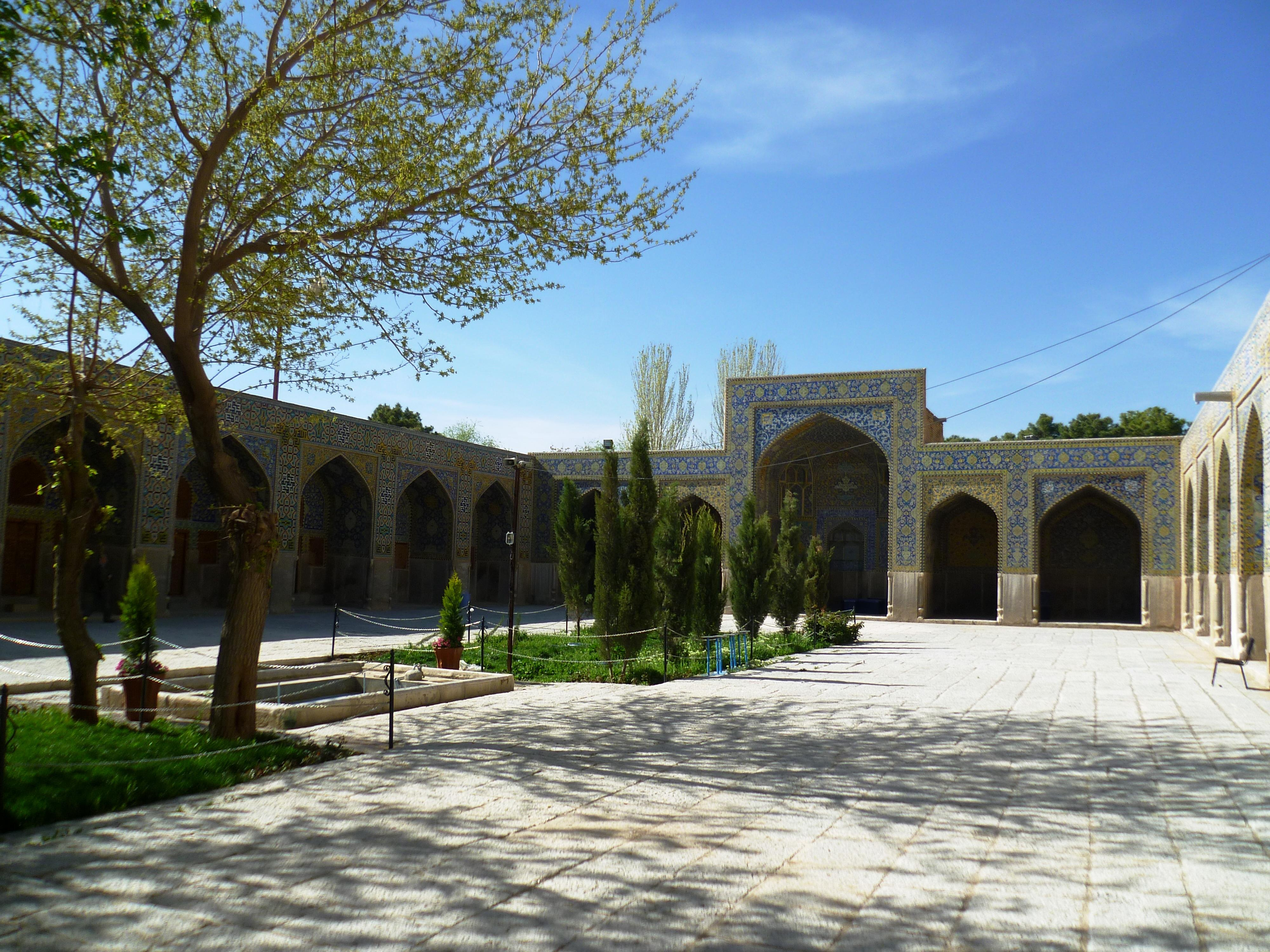
مدرسة مسجد الشاه، إحدى مدارس الحوزة العلمية في أصفهان

حوزة أصفهان أو الحوزة العلمية في أصفهان أو مدرسة أصفهان (بالفارسية: حوزه علمیه اصفهان) هي من أقدم الحوزات العلمية في أصفهان، في إيران . حاليًا، تخضع أكثر من 40 مدرسة في محافظة أصفهان لإشراف مركز إدارة حوزة أصفهان، وبقيادة المرجع الأعلى آية الله العظمى حسين المظاهري الأصفهاني.

## التاريخ
لقد مرت مدرسة أصفهان بأربع فترات منذ البداية وحتى الآن. الفترة الأولى هي في زمن الفترة البويهية، حيث قامت شخصيات عظيمة مثل ابن سينا والبيروني بالتدريس في هذه المدرسة. الفترة الثانية هي الفترة السلجوقية، حيث توسعت هذه المدرسة، وقلّ مخرجاتها. الفترة الثالثة هي الفترة الصفوية، والتي بسبب نقل العاصمة إلى أصفهان والاهتمام الخاص من الملوك الصفويين، وصلت هذه المدرسة إلى ذروة ازدهارها. أنا الفترة الرابعة فهي الفترة الحديثة من نهاية العصر الصفوي إلى العصر الحالي.

### نظرة عامة على أصفهان
فُتحَت أصفهان في عام 643 م (23 هـ) في عهد خلافة عمر وعُين حكامها من الخلفاء لمدة تصل إلى ثلاثمائة عام. لذلك، كانت هذه المدينة العاصمة في عهد البويهيين والسلاجقة. تزامن العصر السلجوقي مع بداية تطور المدن في العالم، فتطورت أصفهان على غرار باقي المدن بسرعة وأصبحت واحدة من أهم المدن في إيران. يصف ابن حوقل أصفهان في النصف الثاني من القرن الرابع الهجري ويشير إلى المنسوجات الحريرية والقطن والزعفران والفواكه المختلفة التي تم تصديرها إلى أماكن أخرى، ويقول: من العراق إلى خراسان، لم تكن هناك مدينة تجارية أكبر من أصفهان، باستثناء الري. استمر هذا الوضع في النمو حتى تسبب غزو تيمور في تدمير وانهيار عدد من المدن والبلدات في إيران. وفي أصفهان، أمر بإقامة المآذن فوق رؤوس 70000 ضحية. في عام 1591 م (1000 هـ)، نُقلت العاصمة الصفوية من قزوين إلى أصفهان، وأصبحت أصفهان من جديد واحدة من أكثر مدن إيران ازدهارًا. فبالإضافة إلى كونها مركزًا اجتماعيًا وسياسيًا، كانت أيضًا مركزًا ثقافيًا وعلميًا، وتضم حوزة علمية كبيرة تضم علماءً رفيعي المستوى في العالم الشيعي.

### فترة التأسيس
بحسب ما روي في التاريخ، يعود تاريخ الفترة الأولى من حوزة أصفهان إلى عهد البويهيين. عندما كان محمد بن رستم دشمنزيار حاكمًا لأصفهان، ذهب إليه ابن سينا. وخلال خدمته في عهد محمد بن رستم دشمنزيار في أصفهان، قام ابن سينا أيضًا بالتدريس على الرغم من واجباته الوزارية. وتُعد مدرسة أصفهان من بقايا تلك الفترة، وأبرز المدارس الشيعية العلمية.

### فترة الاضطرابات
يُعد العصر السلجوقي بالنسبة لحوزة أصفهان عهد اضطرابات. ففي هذا العصر، اقترح نظام الملك حركة بناء المدارس والمنافسات الدينية والسياسية، لذا فإن تاريخ الحوزة الشيعية ليس واضحًا تمامًا. وعلى الرغم من أن حسين سلطان زاده مؤلف تاريخ المدارس الإيرانية قد ذكر ست مدارس في هذا العصر، إلا أنه من المشكوك أنها شيعية بل معادية للشيعة ربما. ويمكن القول إن إيران كانت في حالة اضطراب سياسي وثقافي منذ النصف الثاني من القرن الخامس الهجري، وقد بدأت الاضطرابات بالغزو المغولي (1219-1221 م) وانتهَت في عهد غازان خان المغولي، أحد ملوك الإيلخانات (1295-1304 م). حيث مع وصوله إلى السلطة تحول من البوذية إلى الإسلام وغير اسمه إلى محمود وعصى إمبراطورية المغول العظيمة المتمركزة في الصين. ولتحسين الوضع في البلاد، أصدر غازان خان سلسلة من الإصلاحات والقوانين واللوائح بعيدة المدى التي أسفرت عن نتائج باهرة. بعد غازان خان، اعتنق ما يقرب من 100000 من المغول الإسلام، ولقّب الشيعة خليفته أولجايتو (1304-1316 م) بمحمد خدابنده بمناسبة تحوله إلى الديانة الشيعية، حيث تُترجم كلمة (خدابنده) إلى (عبد الله). وهكذا، حتى انقراض سلالة الإيلخانيين في إيران، كان الإسلام هو الدين الرسمي للحكومة الإيلخانية وكان حكمها يعتمد على الشريعة الإسلامية والعادات المحلية.

### فترة الطفرة
تُعد هذه الفترة من أكثر فترات ازدهار حوزة أصفهان. ومع دعوة علماء جبل عامل إلى إيران ومركزية أصفهان في العصر الصفوي، وصلت حوزة أصفهان إلى ذروة ازدهارها. وفي المقابل لفترة الازدهار -عندما بدأ نظام الملك حركة بناء المدارس لتعزيز المذهب الشافعي - في الفترة الثالثة من حوزة أصفهان، حدثت حركة بناء المدارس الدينية الشيعية وأُنشئت عشرات المدارس في أقصى مناطق إيران. إلا أن انتشار الخرافات والفساد الأخلاقي والتوجه إلى المظاهر الدنيوية والمادية وتجاهل العلم والأدب وفّر أسباب تراجع الصفويين. إن جبل عامل، الذي كان جامعةً إماميةً شيعيةً منذ زمنٍ بعيد، ومركزًا لتثقيف العلماء في مختلف العلوم الإسلامية كالحديث والفقه والتفسير والكلام والأخلاق، مهّد الطريق لازدهار الفكر الشيعي بميل الشاه إسماعيل إلى التشيع ودعوة فقهائه. إلا أن تاريخ التشيع في إيران يعود إلى القرنين الأول والثاني الهجريين (الموافق 622-816 ميلادي).

### فترة المواجهة مع الحكومات
الفترة الرابعة من حوزة أصفهان تتزامن مع حكومات الأفشريين، والزنديين، والقاجاريين، والبهلويين. كان حكام هذه الأنظمة أناسًا غير أكفاء وضيعين ولم يهتموا بالثقافة والعلم، وكان هدفهم الوحيد هو "تكديس الكنوز" و"منح التنازلات" للدول الأجنبية. أدى الفقر الاقتصادي إلى قبول أي نوع من العقود مع الحكومات الأجنبية وأدى إلى الغزو الثقافي. وكان من بين الاتفاقيات قبول إنشاء المدارس الأجنبية في إيران، والتي أنشأتها بعض الدول مثل بريطانيا وألمانيا وفرنسا وروسيا في إيران. كانت مدرسة ستاريه صبح إحدى المدارس التي افتُتحت في أصفهان في أيلول 1910 م، بينما كانت مدرسة جولفا تُدرّب الطلاب في هذه المدينة.

### الفترة الصفوية
خلال الفترة الصفوية، وبسبب الضغوط الشديدة على الشيعة في الإمبراطورية العثمانية، هاجر بعض علماء الشيعة من جبل عامل إلى إيران للنجاة بحياتهم ولاغتنام فرصة هذا الانفتاح السياسي وتعزيز الدين الشيعي. لعب الشاه طهماسب الصفوي (حكم من 1524 إلى 1576 م) الدور الأكثر أهمية في الترحيب بهؤلاء العلماء المهاجرين. لعب بعض هؤلاء العلماء دورًا في تشكيل حوزة أصفهان. في عهد شاه طهماسب، وبسبب رعاية الشاه الخاصة للعلماء وأيضًا معتقده الشخصي والتزامه بقواعد الشريعة، ازدهرت المجالات العلمية الشيعية واكتسبت نفوذًا خاصًّا. بعد شاه طهماسب، في عهد شاه إسماعيل الثاني (حكم من 1576 إلى 1577 م) وبسبب ميل الشاه إلى السنة، عُزل علماء الشيعة وحتى أن الشاه حاول قتلهم. بعد الشاه إسماعيل الثاني في عهد محمد خدابنده (حكم من 1578 إلى 1587 م)، لم يُولِّ أي اهتمام للحوزة العلمية. ومع تأسيس عهد الشاه عباس الأول الصفوي (حكم من 1588 إلى 1629 م) وأعماله، ازداد نفوذ علماء الشيعة، لدرجة أنه يمكن القول إن حوزة أصفهان العلمية تأسست بالفعل في عهده.

### الفترة الأفشارية
بعد استيلاء محمود أفغان على أصفهان وصعود نادر شاه أفشار (حكم من عام 1736 إلى عام 1747 م) إلى السلطة وانعدام الأمن في المدينة، فقدت مدرسة أصفهان ازدهارها السابق، مما أجبر عددًا من العلماء على الهجرة إلى مدن أخرى.

### الفترة القاجارية
خلال فترة القاجار (حكم من 1789 إلى 1925 م)، كان كرسي تدريس الفقه والأصول في حوزة أصفهان مزدهرًا. وخلال هذه الفترة، تلقى معظم العلماء تعليمهم ومستوياتهم في هذه المدينة وهاجروا إلى حوزة النجف المزدهرة حديثًا لإكمال تعليمهم. وبطبيعة الحال، عاد بعضهم إلى أصفهان بعد حصولهم على درجة في الاجتهاد وتحقيق مستوى عالٍ من التعليم، وبدأوا في التدريس وتولي الشؤون الدينية الأخرى. تسبب هذا التنقل في استمرار أصفهان في كونها رائدة في تعليم المجتهدين البارزين. في القرن التاسع عشر، شهدت حوزة أصفهان نهضة تحت عمادة آية الله محمد الأشتري.

### الفترة البهلوية
في الواقع، منذ ذلك الحين، أصبحت حوزة أصفهان رسميًا إحدى الحوزة التابعة لحوزة النجف، واستقر أساتذة النجف المتعلمون في هذه المدينة، وقدموا إنجازاتها العلمية للطلاب. فقدت منطقة أصفهان ازدهارها في عقود من الحكم البهلوي، وخاصةً بعد سياسات رضا البهلوي.

### الوضع الحالي
لقد استفادت الحوزة العلمية في أصفهان خلال العقد أو العقدين الأخيرين من الإنجازات العلمية لحوزة قم، وكان أساتذتها البارزون من خريجي هذه الحوزة، وكذلك حوزة النجف.

## خريجون مشهورون

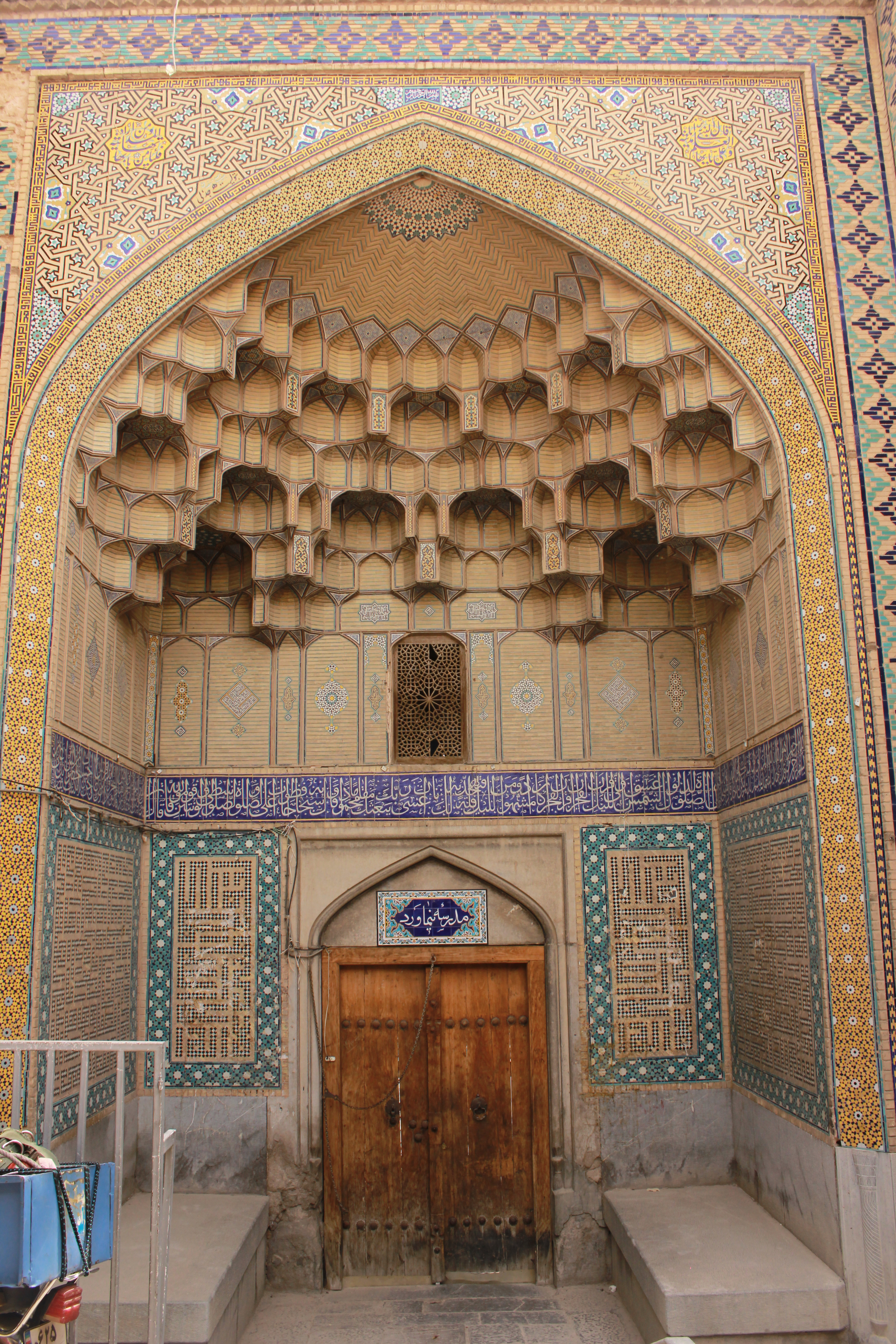
مدرسة نيم آورد، إحدى المدارس الحوزوية في أصفهان

تُعدّ حوزة أصفهان من الحوزات النادرة التي احتضنت أكبر هجرة علمية لعلماء المسلمين. وهنا بعض من خريجيها:
- مير داماد
- بهاء الدين العاملي
- محمد تقي المجلسي [32]
- محمد باقر المجلسي
- نعمت الله الجزائري
- أحمد بيدابادي [33]
- محمد علي شاه آبادي
- سيد حسين خادمي
- السيدة أمين

### السلطات الشيعية رفيعة المستوى
وقد وصل بعض أبرز المراجع والفقهاء الشيعة إلى مراتب عليا في حوزة أصفهان ثم ذهبوا إلى النجف لإكمال دراستهم؛ ومنهم:
- حسن المدرس
- محمد حسين النائيني[34]
- أبو الحسن الأصفهاني[35]
- مسجد محمد رضا شاهي[36][37][38][39]
- سيد جمال الدين كلبايجاني[40][41]
- حسين البروجردي

### الشخصيات العلمية والفقهية
- عبدالله بن محسن عروجي[42][43]
- رحيم أرباب[44]

## أساتذة مؤثرون فيحوزة أصفهان
- الشيخ علي منشار، العصر الصفوي[45]

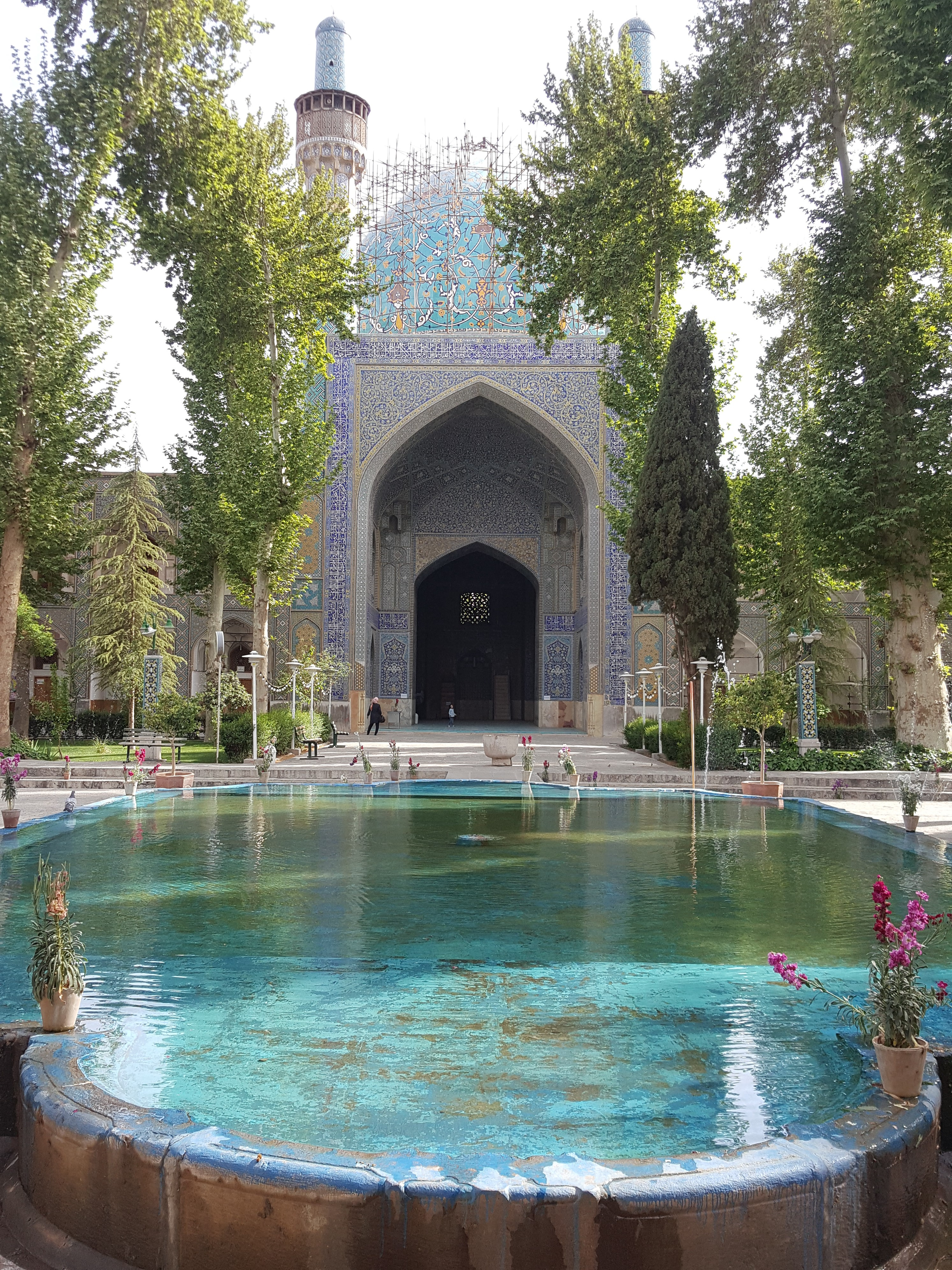
مدرسة جهارباغ، إحدى المدارس الحوزوية في أصفهان

- حسين بن عبد الصمد حريسي، العصر الصفوي[46]
- موللا عبد الله توستاري، العصر الصفوي[47]
- بهاء الدين أميلي، العصر الصفوي[48][49]
- لوتف الله بن عبد الكريم ميسي، العصر الصفوي[50]
- سيد مصطفى التفريشي، العصر الصفوي[51]
- محمد باقر إسترابادي العصر الصفوي[52]
- مير فينديرسكي العصر الصفوي[53]
- قاسم حسنى تباتباوي قاهباي، العصر الصفوي[54]
- محمد تكي مجليز، العصر الصفوي[55]
- رجب علي تبريزي العصر الصفوي[56]
- رفيع الدين محمد بن حيدر حسنى تباتباي، العصر الصفوي[57]
- موللا حسين بوروجردي، العصر الصفوي[58]
- محمد صالح المزندراني العصر الصفوي[59]
- رفيع الدين جيلاني، العصر الصفوي[60]
- محقة سبزفاري، العصر الصفوي[61]
- أغة حسين خانصاري، العصر الصفوي[62]
- محمد بن حسن شيرفاني، عصر الصفوي[63]
- حسين ماراشي حسيني أملي، عصر الصفوي[64]
- خليل بن قاضي قزفيني، عصر الصفوي[65]
- قاضي جعفر بن عبد الله الكمرهائي، القرن الثاني عشر الهجري [66]
- سيد نعمة الله الجزائري، القرن الثاني عشر الهجري
- محسن فيز كاشاني ، القرن الثاني عشر الهجري[67]
- أغة جمال خانصاري ، القرن الثاني عشر الهجري [68]
- محمد بن عبد الفتاح تونكابوني، القرن الثاني عشر الهجري[69]
- محمد صالح ختوونابادي ، القرن الثاني عشر الهجري[70]
- أغة حسين جيلاني ، القرن الثاني عشر الهجري[71]
- ميرزا عبد الله أفندي إسفاهاني ، القرن الثاني عشر الهجري[72]
- أبولفازل بهاوالدين محمد بن حسن إسفاهاني ، القرن الثاني عشر الهجري[73]
- حزين اللاهيجي، القرن 12 الهجري
- محمد صديق تونكابوني ، القرن الثاني عشر الهجري[74]
- عبد الله بن صالح بوحراني سماحية، القرن الثاني عشر الهجري[75]
- محمد باغر بن حسن خليفة سولطاني، عصر نادر شاه[76]
- محمد طاغي بن محمد كازم المسيى شمس عابدي، عصر نادر شاه[77]
- موللا اسماعيل خجوئي، عصر نادر شاه[78]
- موللا مهراب جيلاني ، عصر نادر شاه [79]
- جعفر بن حسين خانصاري ، عصر نادر شاه [80]
- محمد إبراهيم الكرباسي الشطري العصر القاجري

- الملا علي بن ملا جمشيد نوري، العصر القاجاري[81]
- محمد تقي بن محمد رحيم الأصفهاني، العصر القاجاري[82]
- آغا نور الله الأصفهاني، العصر البهلوي[83]
- حسين مظاهري، العصر الحديث
- محمد علي الناصري، العصر الحديث

## الدورات
ويتم تدريس أغلب العلوم الإسلامية بشكل دوري وعلى مستويات عالية جداً في مدارس الحوزة العلمية في أصفهان ، ومن أهمها ما يلي:
- الفقه وأصول الفقه الإسلامي
- دراسات الحديث
- الفلسفة والعلوم العقلانية[84]
- الطب التقليدي وعلم الفلك[85][86][87][88]
- الرياضيات[89]

وقد دُرسَت علوم أخرى بصورة غير دورية، مثل تدريس الطب في عهد ابن سينا.

## المدارس
من سمات حوزة أصفهان، وخاصةً في العصر الصفوي، ازدهار بناء المدارس فيها. بُنيت معظم هذه المدارس على يد الحكام وحلفائهم. بعض هذه المدارس القائمة، وبعضها الآخر اختفى تدريجيًا:

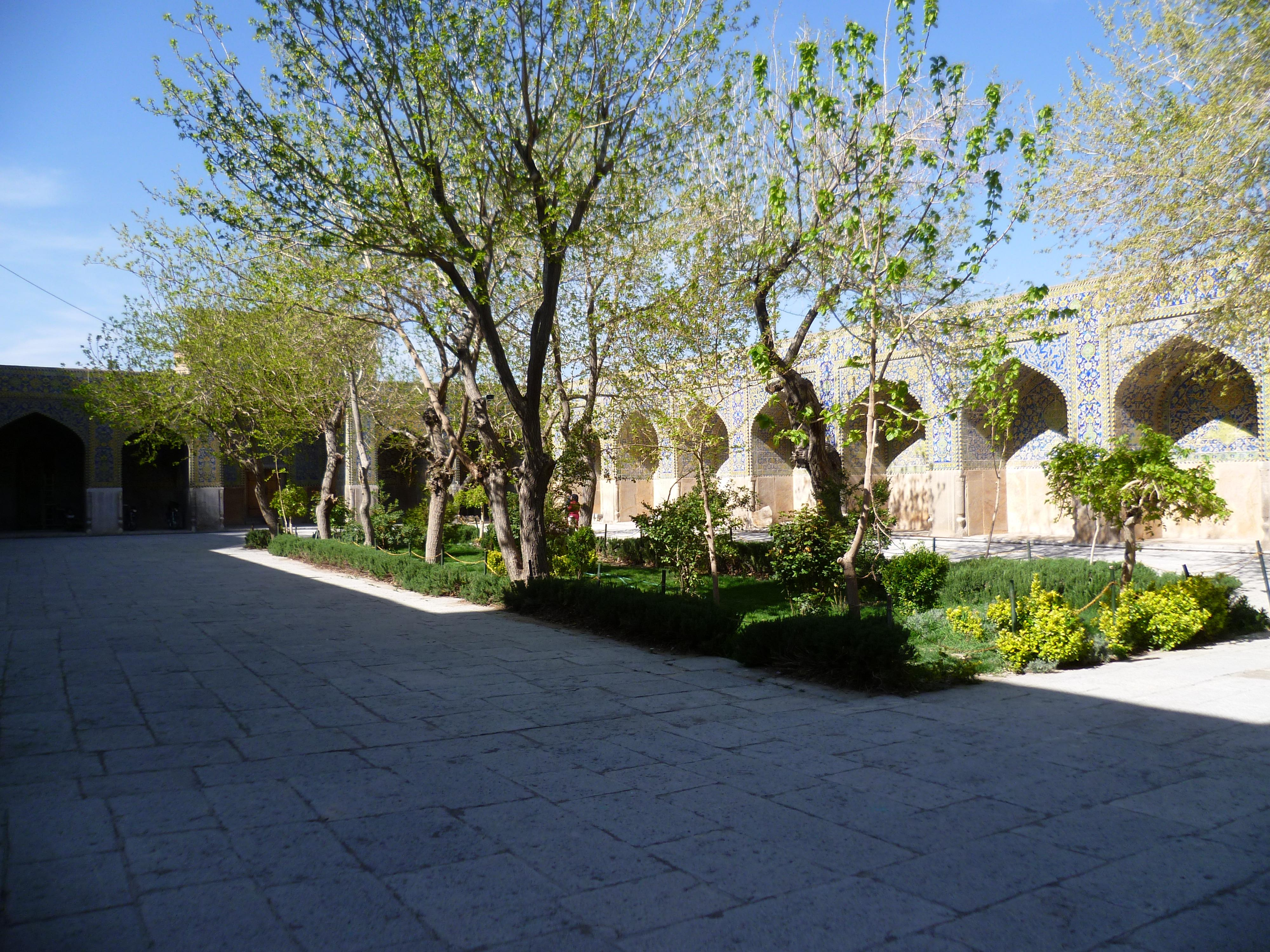
مدرسة مسجد الشاه، إحدى مدارس الحوزة العلمية في أصفهان

- مدرسة امام زاده اسماعيل، العصر الصفوي [90]
- مدرسة الجلالية أو أحمد آباد في العصر الصفوي [91]
- المدرسة الماسية في العصر الصفوي [92]
- مدرسة سقا الإسلام، العصر الصفوي [92]
- المدرسة الشافعية في العصر الصفوي [93]
- مدرسة شيخ الإسلام، العصر الصفوي [94]
- مدرسة الملا عبد الله العصر الصفوي [95]
- مدرسة نيم أفارد، العصر الصفوي [95]
- مدرسة ميام بيجوم العصر الصفوي [95]
- مدرسة شاهزاده، العصر الصفوي [96]
- مدرسة جيد بزرك وجاده كوجك، العصر الصفوي [97]
- المدرسة الفاطمية، العصر الصفوي [98]
- مدرسة كلباسي أو قروق حاي بك، العصر الصفوي [99]
- مدرسة ميرزا تقي، العصر الصفوي [100]
- المدرسة المباركية في العصر الصفوي [101]
- مدرسة خاجه مالك مصطفي، العصر الصفوي [102]
- المدرسة الإسماعيلية في العصر الصفوي [103]
- مدرسة دار العلم في العصر الصفوي [104]
- شاه أو مسجد مدرسة الجامع العباسي، العصر الصفوي [105]
- مدرسة الشيخ البهائي، العصر الصفوي [106]
- مدرسة ميرزا عبد الله أفندي العصر الصفوي [107]

مع أن أهمية حوزة أصفهان قد تراجعت في القرن الماضي مع تأسيس حوزة قم ، إلا أن الحوزات العلمية في هذه المدينة لا تزال قائمة، ويتلقى طلابها العلم. ومن المدارس الدينية التي تأسست في أصفهان في السنوات الأخيرة، أو التي بقيت من الماضي، والتي لا تزال قائمة، ما يلي:
- مدرسة تشاهارباغ ، العصر الحديث [108]
- مدرسة السيد، العصر الحديث [109]
- مدرسة الصدر ، العصر الحديث [110]
- مدرسة صدر جهارباغ خاجو العصر الحديث [111]
- المدرسة العربية العصر الحديث [112]
- مدرسة كاسيه جيران العصر الحديث [113]
- المدرسة الناصرية العصر الحديث [114]
- مدرسة نورية، العصر الحديث [108]
- مدرسة مريم بيغوم، العصر الحديث [115]
- مدرسة الغدير العصر الحديث [116]

## طالع أيضًا
- الحوزة
- حوزة قم
- حوزة النجف
- مدرسة الصدر
- جمعية أصفهان الوطنية المقدسة
- مقبرة شيخان

## روابط خارجية
- موقع حوزة أصفهان
- فيديوهات: حوزة أصفهان للآبارات
- أصفهان: الحوزات الدينية للرجال
- حوزة أصفهان تستقبل أساتذة أوروبيين زائرين